# アンジェ
アンジェ（Angers）は、フランス西部、メーヌ川河畔に位置するペイ・ド・ラ・ロワール地域圏メーヌ＝エ＝ロワール県の県庁所在地である。ここの南西部で県名に使われているメーヌ川と本流ロワール川が合流する。

## 地名学

### 語源

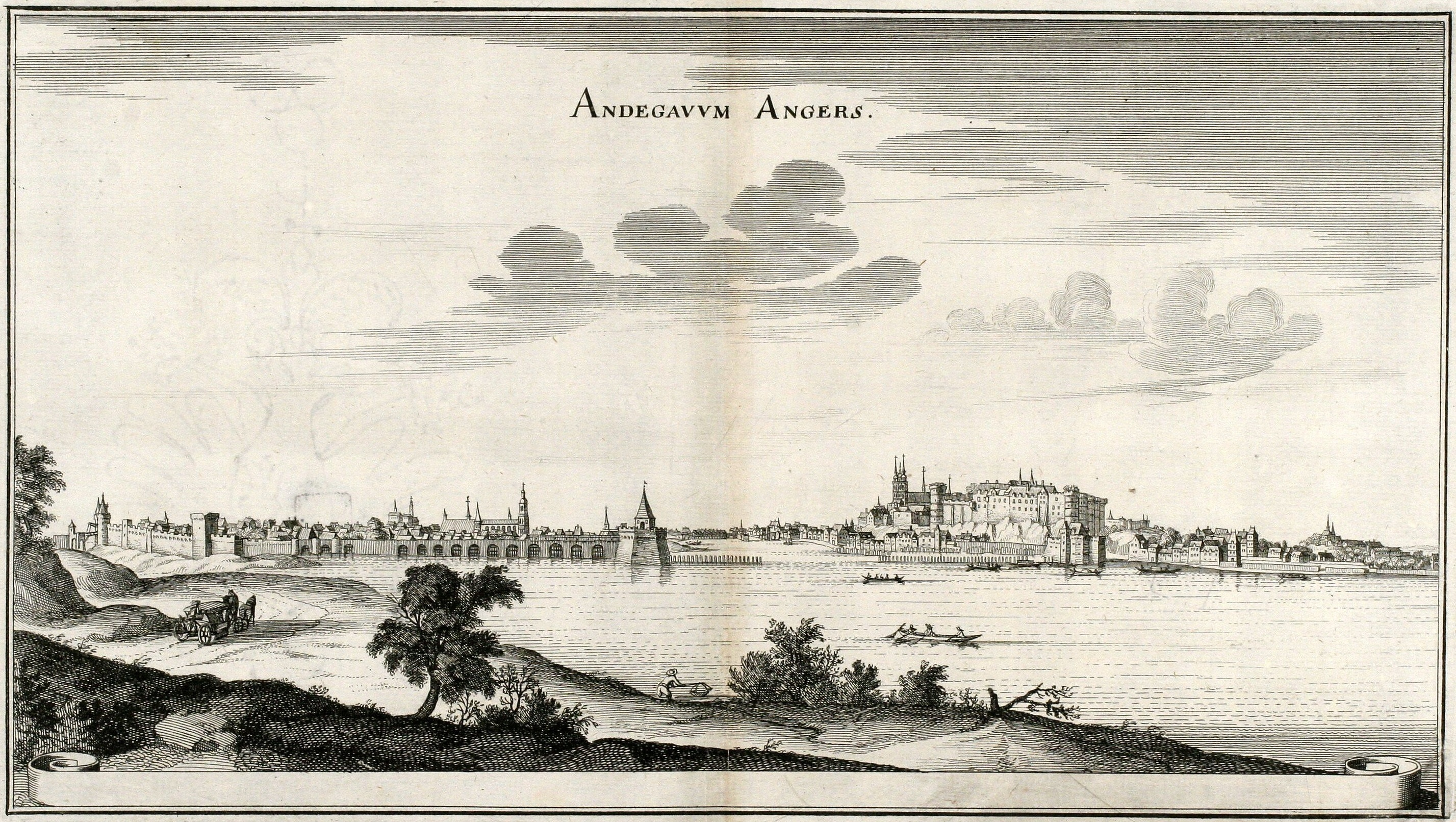
1657年に制作されたこの銅版画では、 Andegavum Angers と呼ばれている

アンジェが初めて言及されたのは、150年頃に書かれたクラウディオス・プトレマイオスの『ゲオグラフィア』(Geographia、地理学)においてである。この本では、アンジェはユリオマグス（Juliomagus、ギリシャ語: Ιουλιομαγος, Iouliomagos）という名前で知られており、同じ名前は『ポイティンガー図』にも見られる。この名前は、ラテン語の人名であるJulius（おそらくユリウス・カエサル（Julius Caesar）を指す）と、「市場（market）」を意味するケルト祖語のmagosの合成語である。町の名前におけるこのような献辞は、ローマ帝国時代のゴールでは一般的なものであり、地名にはガリア語の要素がしばしば残された。同様の献辞は、同じ時代のパリやトゥールやエヴルーの名前にも見られる。後にその他のユリオマグスと区別する必要が出てくると、アンジェやその周辺の地域で最も勢力のあるガリア部族の名前から、Juliomagus Andecavorum (アンデス族のユリオマグス)と呼ばれるようになった。
400年頃になると、civitas Andecavorum (アンデス族の都市（キウィタス）)と呼ばれるようになり、中世を通して、後期ラテン語の名前は少しずつ現代のものに変化していった。Andecava civitas (6世紀)、Andecavis (769年)、Andegavis (861年〜882年)、Angieus (1127年)、そしてAngeus (1205年)へと変化した。12世紀の間にAngiersの形が現れ、この綴が後にAngersと縮められた。
ラテン語のAndecavumからはアンジュー（Anjou）という名前も派生した。このように同じ語から語が二重に派生することはフランスでは非常に一般的であり、ポワチエとポワトゥーや、ブールジュとベリーなどにも同様の派生が見られる。

## 歴史
アンジェに最初に人が存在した形跡があるのは、40万年前の石器時代である。身元のわかっている最も古い居住者は、ケルトの種族であるアンデス族であった。彼らはローマ人に追い払われた。ローマ支配の下、街はユリオマグスと呼ばれた。
アンジェ会議が453年に開催された。845年から始まったノルマン人の侵攻により街は大いに苦しめられた。
アンジェは、昔のアンジュー州の都であった。9世紀が始まると、この地域は強大な封建君主の一族によって支配された。アンジェ地域は12世紀にイングランドを支配したプランタジネット朝（アンジュー帝国）の発祥地である。この時期、ヘンリー2世によってアンジェにサン＝ジャン病院が建設された。大型の建物もこの時に建てられた。1204年、アンジェはフランス王フィリップ2世に征服された。この後、フランス王家の傍流が封じられた。ここからはナポリ王国（シチリア王国）・ハンガリー王国・ポーランド王国の王が出ている。
第二次世界大戦中の1940年、短い期間ではあるが、ポーランド亡命政府の拠点だった。

## アンジェ城
町の中心部にあるアンジェ城は、ロワールの古城のうち、最も西に位置する。フランスに現存するものでは最古といわれる、『ヨハネの黙示録』が描かれたタペストリーで知られる。

## 教育

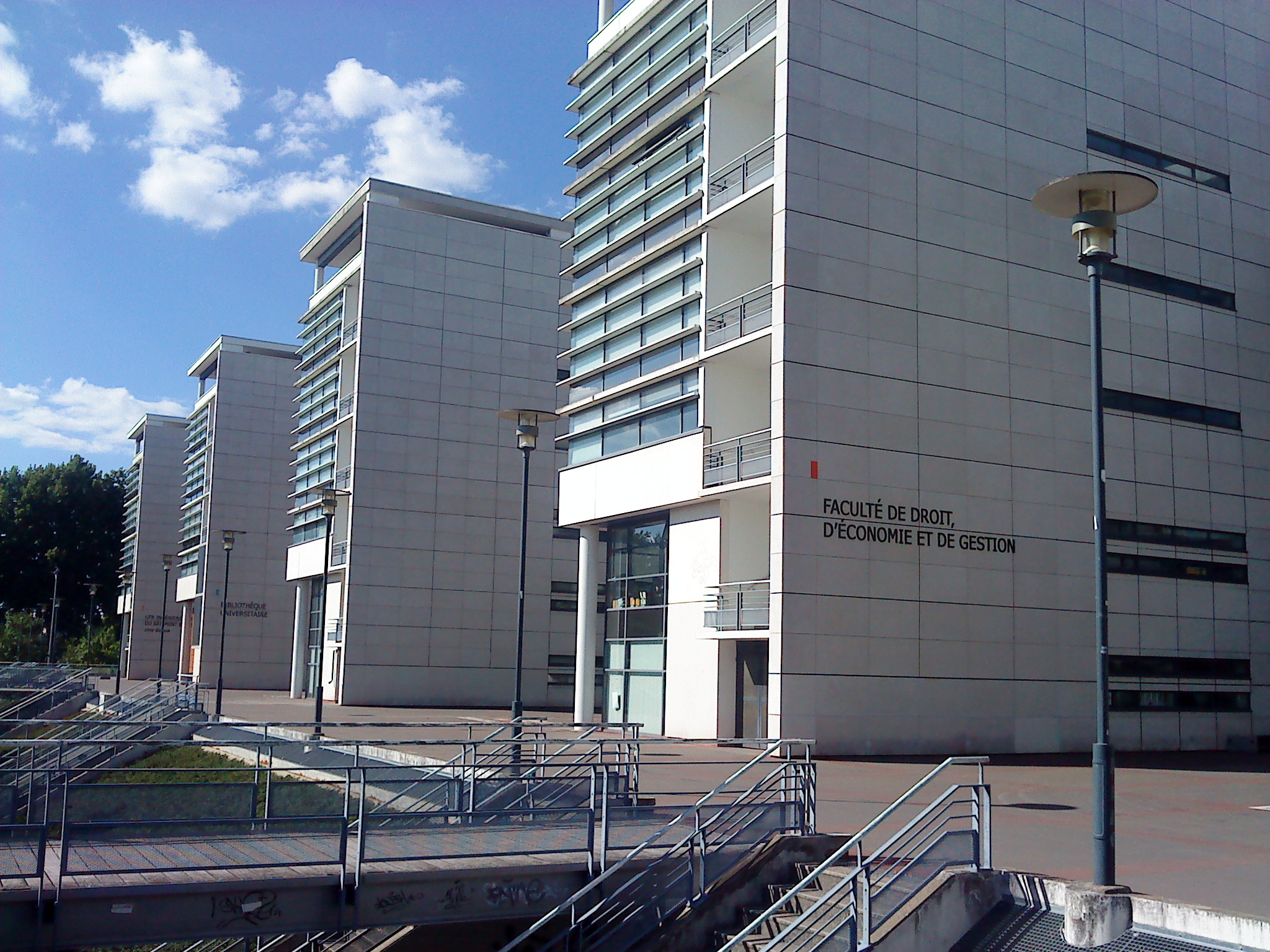
アンジェ大学法学部・経済学部・管理学部 (la Faculté de droit, d'économie et de gestion)
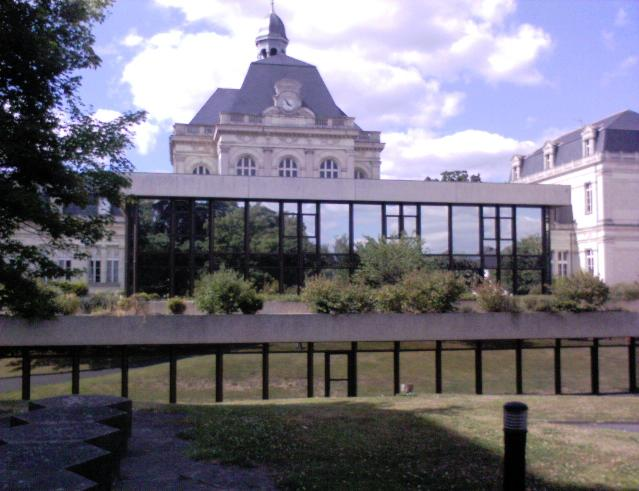
西カトリック大学 (Université Catholique de l'Ouest)

### 大学等
- INHP（国立園芸景観学院ないし研究所, Institut national d'horticulture et de paysage）- エコール・デ・ペイサージュの一校。国立。1874年創立の国立高等園芸学校（エコール・ナショナル・シュペリウール・ドリクチュール, ENSH）を1995年に改組し、景観(ペイザージュ)・造園課程をヴェルサイユに残し、主に園芸・植物学課程をアンジェに移転した。「エコール・デ・ペイサージュ」は、パリ市内パリ20区バニョレ通り49番地にもある。
- アンジェ大学 (Université d'Angers) - 1337年設立のいわゆる中世大学群に属するが、フランス革命期にパリ大学やオルレアン大学 (Université d'Orléans、再開は1966年) など他の全土の大学同様廃止になった。再開したのは1971年になってからであった。
- 西カトリック大学 (Université catholique de l'Ouest) - 1875年設立の私立大学である。
- アンジェ農業高等学院

## 関係者
アンジェ出身の人物
- ジャン・ボダン：経済学者
- ジョゼフ・プルースト：化学者
- ミシェル＝ウジェーヌ・シュヴルール：化学者
- アベル・ゲリノー：建築家、明治日本のお雇い外国人
- アンリ・デュティユー：作曲家
- ジャック・ルーシェ：ジャズピアニスト・作曲家
- ニコラ・マユ：テニスプレイヤー
- クロード・バルドン：ヴァイオリニスト、指揮者
- ジョゼフ・ウレザンスキ：司祭、政治活動家、人権擁護運動家

アンジェゆかりの人物
- アンリ・ベルクソン：哲学者、ノーベル賞受賞者。リセ・ダビッド＝ダンジェ (Lycée David-d'Angers) で教師をしていた。

## 姉妹都市
- ハールレム、オランダ
- オスナブリュック、ドイツ
- バマコ、マリ共和国
- ピサ、イタリア
- ウィガン、イングランド
- セビリャ、スペイン
- セーデルテリエ、スウェーデン